# Лінк Байфілд
Ерік Лінкорд «Лінк» Байфілд (англ. Eric Linkord «Link» Byfield; 5 грудня 1951, Оттава — 24 січня 2015, Сент-Альберт, Альберта) — канадський журналіст, письменник і політик консервативного спрямування.
Народившись у 1951 році у сім'ї професійного журналіста, Лінк Байфілд спочатку влився у рух хіпі, але розчарувавшись у ньому, став до стерна газети свого батька. Перебуваючи на консервативному фланзі політичного спектра, Байфілд традиційно та послідовно виступав проти прав ЛГБТ, фемінізму і навіть реп-музики. Не отримавши жодної професійної освіти, він писав книги та п'єси, паралельно беручи активну участь у політиці Канади й Альберти. У 2004 році Байфілда обрано до Сенату Канади, але його не призначили сенатором, і у 2010 році він сам склав повноваження, взявши участь у виборах 2008 та 2012 років. Лінк Байфілд помер у 2015 році після довгої та важкої боротьби з раком.

## Біографія

### Молоді роки
Народився 5 грудня 1951 року в Оттаві, провінція Онтаріо у Канаді. Він був одним з шести дітей консервативного оглядача Теда Байфілда та Вірджинії Байфілд.
Дитячі роки провів у Манітобі. У молодості перебував під впливом культури хіпі, носив довге волосся та часто їздив автостопом до будинку сім'ї своєї матері в Новій Шотландії, а також всією країною, щоб дізнатися «реальне життя». Деякий час він навіть відбував покарання у в'язниці Гедінглі. Зрозумівши, за словами батька, «моральне банкрутство цієї наркотичної культури», Лінк звернувся до християнства та вирішив піти його стопами у сімейному бізнесі та журналістиці.

### Кар'єра у журналістиці
У 1978 році Лінк переїхав до Альберти, і пізніше змінив свого батька на посаді редактора «Alberta Report». Байфілд був редактором і видавцем цього журналу протягом 18 років — з 1985 до 2003 рік. При ньому журнал став більш уїдливо соціально-консервативним: виступав проти прав гомосексуальних людей, за контрацепцію неодружених жінок, турбуючись про те, що феміністська юридична еліта може оголосити «сезон полювання на чоловіків», і називав реп-музику злом. Також журнал виступав проти Національної енергетичної програми ліберального прем'єр-міністра П'єра Трюдо, яка передбачала контроль над цінами на нафту. Зрештою через накопичені борги, тому що журнал стали рідко купувати, його випуск припинився.
Після цього, Байфілд став оглядачем «Calgary Sun», публікувався в «Calgary Herald», «National Post», «Globe and Mail» і «Winnipeg Free Press». Також був журналістом мережі «Sun Media», включно з виданням «Edmonton Sun», завдяки чому став провідним голосом канадських консерваторів. Не отримавши жодного формального навчання чи вищої освіти, він був співавтором книг з історії християнства, Альберти та Канади, написав чотири п'єси для молоді.

### Політична та громадська діяльність
У 2003 році Байфілд заснував і став головою Громадянського центру за свободу та демократію (англ. Citizens Centre for Freedom and Democracy) — лобі-групи, яка «виступає за відповідальний уряд».
27 вересня 2004 року Байфілд став одним з перших, хто оголосив про висування своєї кандидатури на виборах від Альберти у Сенат Канади. Він вирішив залишитися незалежним від інших сторін, і був одним з двох незалежних кандидатів разом із Томом Сіндлінджером. 22 листопада Байфілд посів 4-те й останнє місце, отримавши 236 382 голосів. Він був обраний як «сенатора в очікуванні», але так і не отримав призначення до Сенату. Наступні вибори мали бути проведені через шість років, але у 2010 році прем'єр Альберти Ед Стельмах продовжив термін ще на три роки, після чого Байфілд зазначив, що таке рішення еквівалентне призначенню. Після шестирічного очікування призначення, 22 листопада того ж року Байфілд подав у відставку з посади сенатора, звинувативши Стельмаха у відсутності зусиль щодо просування справи, попри те, що прем'єр-міністр Канади Стівен Гарпер робив неодноразові спроби реформування Сенату. Оскільки з 1989 року у провінції Альберта проводяться окремі вибори «сенаторів в очікуванні» виборцями, не передбачені жодною законною чи федерально-конституційною ситуацією, прем'єр-міністр жодним чином не зобов'язаний призначати цих кандидатів у Сенат, оскільки результати голосування не є обов'язковим приводом до призначення.
У 2007 році Байфілд став одним з членів-засновників Партії Вайлдроуз, яка у 2008 році об'єдналася з Партією Альянсу Альберти, незадовго до провінційних загальних виборів у квітні. Після злиття партії із Союзом Вайлдроуз, він марно боровся за місце від округу Вайт-Коурт-Сте на виборах 2008 року.
У 2010 році Байфілд став кандидатом Союзу від округу Барргід-Морінвілл-Вестлок на загальних виборах 2012 року до Законодавчих зборів Альберти. Він відстав від кандидата Прогресивно-консервативної партії Альберти менш як на 5 % голосів.

### Проблеми зі здоров'ям
У червні 2014 року Байфілду діагностовано рак печінки та стравоходу у IV стадії. Йому відвели два роки життя з хворобою, з якою він боровся як медичними методами, так і альтернативними, перш ніж перейшов до самоаналізу, релігійного самовдосконалення та молитов. У вересні того ж року заслуги Байфілда були вшановані в Меннінг-центрі для побудови демократії у Калгарі, де його назвали ключовою фігурою консервативного руху. За 11 днів до своєї смерті, Байфілд розіслав своїм друзям електронною поштою листа, в якому описав своє життя з раком, зазначивши, що "для мене є загадкою, чому Ісус любить тебе — і мене — і всіх інших. Я маю на увазі, що дуже люблю деякі роботи, які зробив за ці роки, але не настільки, щоб піти на Хрест і врятувати їх. Проте Ісус зробив це, щоб урятувати своє творіння. Чому? Справа не в тому, що Бог ніколи не допускає страждання, або що ми ніколи не помремо фізично; тільки ідіот міг навіть спробувати повірити у це. Псалмоспівець обіцяє вічні особисті стосунки з Людиною, яка зробила її, і хто хоче жити з нею завжди. Це співвідношення потенціалу з Богом і є життям, тепер і в майбутньому. Бог благословить усіх!!!.

### Смерть і похорон
Лінк Байфілд помер 24 січня 2015 року у віці 63 років, програвши боротьбу з раком, у Стердженському громадському шпиталі в Сент-Альберті провінції Альберта, на північ від Едмонтона. Помер у день пам'яті Франциска Салезького, покровителя журналістів. Після Лінка залишилися його батько Тед, четверо братів і сестер, дружина Джоан, четверо дітей та шестеро онуків. Прощання з Байфілдом відбулося 31 січня у церкві Сент-Емеренс у Рівер-Куї-Барре.
Прем'єр Альберти Джим Прентіс заявив, що Байфілд «вніс реальний внесок з погляду його уявлень про провінцію, Західну Канаду та країну». Тимчасовий лідер Партії Вайлдроуз Гізер Форсіт на своїй сторінці в мережі «Твіттер» написала, що «засмучена відходом Лінка Байфілда», зазначивши, що «мої думки та молитви з тими, чиє життя він торкнувся».

## Особисте життя
У 1981 році одружився з Джоан, з якою зустрівся під час роботи в християнському журналі в Едмонтоні. У них було четверо дітей — донька та три сини — Елі, Колман, Сайлас й Еліс. Син Колман продовжив справу батька як журналіста видань мережі «Sun Media», хоч і з помірними поглядами. За віросповіданням Лінк був католиком, внаслідок чого виступав проти прав геїв й абортів. У політиці він вважав себе захисником прав власності та конкуренції у сфері охорони здоров'я й освіти. Він любив музику, гуляв на відкритому повітрі та ходив у походи.

## Нагороди
У 2005 році Лінка Байфілда нагороджено медаллю Сторіччя Альберти.

## Пам'ять
2 лютого 2015 року на згадку про Байфілда засновано Фонд спадщини для допомоги журналістам зі стартовим капіталом у 25 тисяч доларів, пожертвуваних журналістом Томом Макфілі.